# Levande sång
Levande sång är ett tillägg till Segertoner 1960, utgiven 1984. Numreringen i tillägget börjar med nummer 605 och innehåller 70 sånger.

## Lovsång och tillbedjan
```
605 
Jag vill ge dig, o Herre, min lovsång

606 
Lova Herren, sol och måne

607 
Lova Gud i himmelshöjd
 
 
→
 
Text
 

608 
Halleluja! Sjung om Jesus
 
 
→
 
Text
 

609 
Store Gud, ditt namn ske pris

610 
Värdigt, värdigt är Guds lamm

611 
Jesus, vi prisar ditt namn
```

## Fader och son
```
612 
Du finns här

613 
Låt oss glada och i tro

614 
Måne och sol

615 
Helig, helig, helig

616 
Kristus vandrar bland oss än

617 
Jesus är min vän den bäste
 
 
→
 
Text
 

618 
Kristus är världens ljus

619 
För att du inte tog det gudomliga
```

## Församlingen

### Gemenskap
```
620 
Lågorna är många

621 
Gud, ditt folk är vandringsfolket
```

### Vittnesbörd
```
622 
Se, jag vill bära ditt budskap, Herre

623 
Mitt i en värld av mörker
```

### Tjänst
```
624 
Blott i det öppna

625 
Dela med dig, dela med dig
```

### Dopet
```
626 
Jag är döpt i Jesu namn

627 
Jag har beslutat att följa Jesus
 
 
→
 
Text
 
```

### Nattvarden
```
628 
Kom låt oss alla samlas

629 
När vi delar det bröd som han oss ger
```

### Vigsel
```
630 
Vi lyfter våra hjärtan
 
 
→
 
Text
 
```

## Årets tider

### Advent
```
631 
Hosianna, Davids son
 
 
→
 
Text
 

632 
Kristus kommer – Davids son

633 
Gläd dig, du Kristi brud
 
 
→
 
Text
 
```

### Jul
```
634 
Kristus är kommen

635 
Det folk som vandrar i mörkret

636 
Vid Betlehem en vinternatt
```

### Fastetiden
```
637 
O huvud, blodigt, sårat

638 
Se, vi gå upp till Jerusalem
```

### Påsk
```
639 
Livet vann, dess namn är Jesus

640 
Var glad, för Kristus lever

641 
De trodde att Jesus var borta

642 
Dina händer är fulla av blommor

643 
Det är sant att Jesus lever
```

### Pingst
```
644 
När pingstens dag bröt fram
```

### Sommar
```
645 
En vänlig grönskas rika dräkt
 
 
→
 
Text
 
```

## Dagens tider
```
646 
Nu är det morgon

647 
Var dag är en sällsam gåva
```

## Att leva av tro

### Omvändelse - Överlåtelse
```
648 
Frälsare på korsets stam

649 
Öppna din dörr för Jesus

650 
O salighet, o gåtfullhet

651 
Förundrad jag hör ett glädjens bud

652 
Du har nu sökt i många, många år
```

### Sökande - Tvivel
```
653 
Jag har ofta frågor, Herre

654 
Gud, för dig är allting klart
```

### Trygghet - Glädje
```
655 
Glad att få leva

656 
Att vara Guds barn

657 
Guds källa har vatten tillfyllest, en gåva av strömmande liv

658 
Vilken underbar trygghet jag nu har

659 
Så vid som havets vida famn
```

### Efterföljd - Helgelse
```
660 
Mitt liv vill jag leva i sällskap med Jesus

661 
Det finns ingen som kan ge liv som Jesus

662 
Låt mig växa stilla
```

### Bön
```
663 
Lär mig Jesus ödmjuk vara

664 
Där två eller tre är församlade

665 
Herre, till dig får jag komma
```

## Tillsammans i världen
```
666 
Guds kärlek oss styrka ger

667 
Guds kärlek är som stranden och som gräset

668 
Gemenskap
```

## Framtid och hopp
```
669 
Det finns djup i Herrens godhet

670 
De skall gå till den heliga staden

671 
Var Du min framtid, jag ber dig o Gud

672 
Nu vilar ett hjärta

673 
Min Frälsare lever, jag vet att han lever

674 
I de saligas land
```

### Fotnoter
1. ↑  ”Levande sång”. Worldcat. 1 mars 1984. https://www.worldcat.org/title/levande-sang-komplement-till-segertoner/oclc/262720312&referer=brief_results. Läst 16 oktober 2017.